# Lake Appadare
Lake Appadare är en sjö i Australien. Den ligger i delstaten South Australia, omkring 750 kilometer norr om delstatshuvudstaden Adelaide. Lake Appadare ligger 10 meter över havet. Arean är 1,4 kvadratkilometer. Den sträcker sig 2,0 kilometer i nord-sydlig riktning, och 1,1 kilometer i öst-västlig riktning.
Omgivningarna runt Lake Appadare är i huvudsak ett öppet busklandskap. Trakten runt Lake Appadare är nära nog obefolkad, med mindre än två invånare per kvadratkilometer. Genomsnittlig årsnederbörd är 173 millimeter. Den regnigaste månaden är mars, med i genomsnitt 42 mm nederbörd, och den torraste är oktober, med 1 mm nederbörd.